# Літтл Мілтон
Літтл Мі́лтон (англ. Little Milton), справжнє ім'я Джеймс Мі́лтон Ке́мпбелл-молодший (англ. James Milton Campbell Jr.; 7 вересня 1934, Інвернесс, Міссісіпі — 4 серпня 2005, Мемфіс, Теннессі) — американський блюзовий і ритм-енд-блюзовий співак і гітарист, відомий хітами «Grits Ain't Groceries», «Walking the Back Streets and Crying» і «We're Gonna Make It». 1988 року ім'я музиканта занесено до Зали слави блюзу.

## Біографія
Народився 7 вересня 1934 (за іншими даними 1933) року на плантації Дункана в окрузі Санфлауер неподалік Інвернесса, штат Міссісіпі в родині Джеймса Мілтона Кемпбелла і Перл Тардін. Коли був дитиною, його мати переїхала до Мадженти (округ Вашингтон), що розташовувалась між Стоунвіллем і Грінвіллем. Його батько Біг Мілтон, фермер, був місцевим блюзовим музикантом. Назбиравши грошей на сільськогосподарській роботі, у віці 12 років замовив свою першу гітару у Волтера Філдса.
Почав професійно грати у комбо Едді Кусіка. На початку 1950-х навчався в Грінвіллі у місцевих музикантів: піаніста Віллі Лава, губного гармоніста Сонні Боя Вільямсона ІІ, і особливо у гітариста Джо Віллі Вілкінса. Також вивчав записи Т-Боуна Вокера. Як акомпаніатор Лава, дебютував у студії у 1951 році на лейблі Tumpet. У цей період сформував власний гурт, який виступав на радіостанції WGVM в Гренвіллі.
Айк Тернер познайомив Кембелла з Семом Філліпсом, власником лейблу Sun в Мемфісі, на якому почав записуватися як соліст (і як сайдмен для Х'юстона Бойнса) у 1953—54 роках. У 1956 році записав сесію для Meteor в Мемфісі. Пасинок Віллі Лава Олівер Сейн акомпанував на сесії для Meteor і продовжив з ним працювати, коли переїхав з Грінвілла до Сент-Луїса у 1955 році і почав записуватися на Bobbin у 1958 році. «I'm a Lonely Man» Мілтона став першим випуском на невеликому лейблі; в результаті сингл був проданий 60 000 тиражом. На Bobbin працював також як A&R-менеджер (саме він привів на лейбл Альберта Кінга) і акомпаніатор у сесіях Сейна (включаючи гурт Earthworms), Леона Пітерсона і Фонтелли Басс.

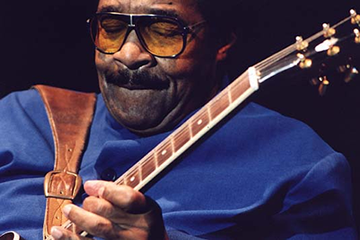
Мілтон під час концерту в клубі «Jubilee Jam» в Джексоні, Міссісіпі

У 1961 році почав записуватися на дочірньому лейблі Chess, Checker Records в Чикаго. На початку 1962 року його пісня «So Mean to Me» посіла 14-е місце в ритм-енд-блюзовому чарті журналу Billboard. Це був перший із сімнадцяти синглів Мілтона на Checker, що потрапили до чартів, включаючи хіт 1965 року «We're Gonna Make It», який посів 1-е місце. Серед інших успішних пісень були «Who's Cheating Who?», «Grits Ain't Groceries», «If Walls Could Talk», «Baby I Love You» і «Feel So Bad». У 1967 році переїхав до Чикаго. У 1969 році залишив Checker, який припинив існування через смерть Леонарда Чесса. У 1970 році взяв участь в сесії госпелу з гуртом Harold Smith Majestic Singers.
З 1971 року по 1975 рік записувався на мемфіському лейблі Stax, де записав сім хітів, які потрапили до чартів, а також знявся у кінофільмі «Wattstax» 1972 року. З 1976 року по 1983 рік записувався на Glades, MCA, Mier, Golden Ear та Isabel, а також акомпанував Джекі Росс і Біг Войс Одому. З 1984 року записувався виключно на лейблі Malaco в Джексоні, Міссісіпі, на якому було випущено п'ятнадцять альбомів Мілтона, включаючи Cheatin' Habit. Також акомпанував Арті Вайту та племіннику Чарльзу Вілсону на лейблі Ichiban. Разом з дружиною Пет володів Camil Productions і Trice Publishing. Переїхав в Лас-Вегас, однак не продав своє помешкання в Мемфісі, щоб бути ближчим до місцевих соул- та блюзових кіл, де продовжував давати концерти. Загалом за всю музичну кар'єру 29 синглів і 17 альбомів Мілтона потрапили в чарти журналу «Billboard».
27 липня 2005 року у нього стався серцевий напад, від якого він і помер 4 серпня в Мемфісі у віці 70 років. Похований на кладовищі Палм в Гендерсоні, Невада.

## Визнання і пам'ять

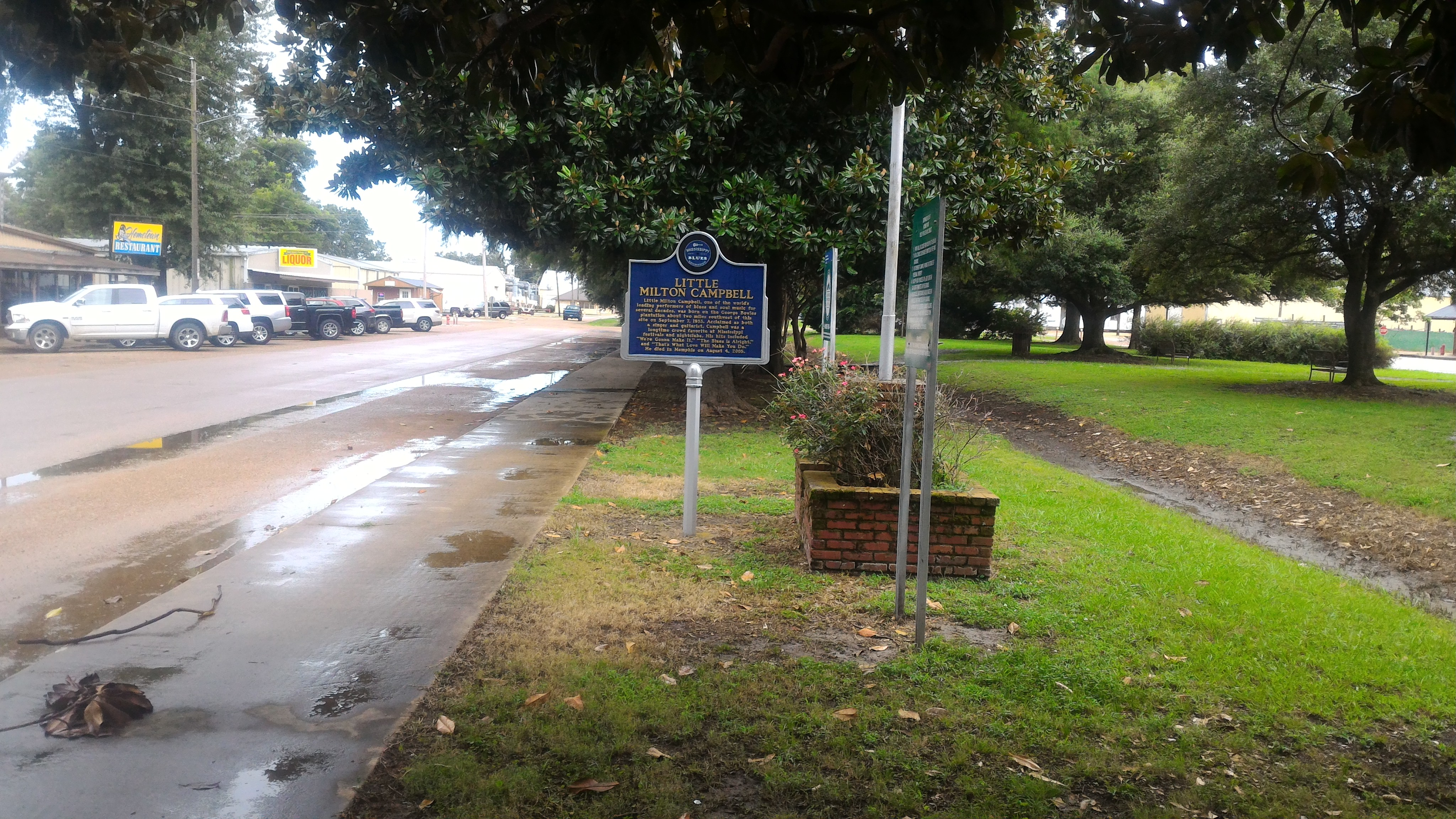
Вказівник «Міссісіпської стежки блюзу» в Інвернессі, присвячений місцю народження Літтла Мілтона

У 1988 році ім'я музиканта занесено до Зали слави блюзу. В Інвернессі, у рідному місті музиканта, був посмертно встановлений знак «Міссісіпської стежки блюзу».

## Дискографія

### Альбоми
- We're Gonna Make It (Checker, 1965) (R&B #3 U.S. #101)
- Sings Big Blues (Checker, 1966)
- Grits Ain't Groceries (Checker, 1969) (R&B #41 U.S. #159)
- If Walls Could Talk (Checker, 1970) (R&B #23 U.S. #197)
- Greatest Hits (Chess, 1972)
- Waiting for Little Milton (1973, Stax) (R&B #39)
- Blues 'n' Soul (1974, Stax) (R&B #45)
- Montreux Festival (1974, Stax) з Альбертом Кінгом і Чіко Гемільтоном
- Tin Pan Alley (1975, Stax)

### Сингли
- «Beggin' My Baby»/«Somebody Told Me» (Sun, 1953)
- «If You Love Me»/«Alone and Blue» (Sun, 1954)
- «Lookin' for My Baby»/«Homesick for My Baby» (Sun, 1955)
- «I Need Somebody»/«So Mean to Me» (Checker, 1961)
- «Lonely No More»/«Saving My Love for You» (Checker, 1961)
- «Blues In The Night»/«Blind Man» (Checker, 1964)
- «We're Gonna Make It»/«Can't Hold Back The Tears» (Checker, 1965)
- «Feel So Bad»/«Please, Please, Please» (Checker, 1966)